# Säkular (Astronomie)
Als säkular (nach lat. saeculum für Jahrhundert) werden in der Astronomie sehr kleine, aber langfristige Änderungen der Bewegung (Bahnelemente, Rotation) von Himmelskörpern bezeichnet. Die wichtigsten dieser säkularen Trends sind:
1. die Verlangsamung der Erdrotation und damit die Zunahme der Tageslänge (derzeit knapp 0,002 s pro Jahrhundert),
2. langsame, meist monotone Änderungen der Bahnelemente von Erde, Planeten und deren Monden, vor allem bezüglich der Bahnebenen (Präzession) und der Apsidenlinien,
  - ähnlich auch bei künstlichen Erdsatelliten (hier allerdings schon in Tagen bis Wochen deutlich merkbar),
3. die Zunahme der Sonnenleuchtkraft (um einige Prozent in 500 Mio. Jahren) und die (schwächere) Abnahme ihrer Masse durch ihre Kernfusion,
4. die Expansion des Universums um etwa 0,000 000 01 Prozent pro Jahr.

Der größte – und bereits von antiken Astronomen entdeckte – Effekt ist die Präzession, eine langsame Verlagerung der Erdachse. Die anderen Phänomene wurden zwar schon im 18. oder 19. Jahrhundert vermutet, aber erst in den letzten 120 Jahren nachgewiesen.

## Ursachen
Die wichtigsten Ursachen solcher Bahnstörungen und Veränderungen sind Abweichungen vom kugelsymmetrischen Schwerefeld der Sonne, das den Kepler-Gesetzen zugrunde liegt. Dadurch sind die Bahnelemente der Erde und aller anderen Planetenbahnen langsamen Änderungen unterworfen (siehe Dreikörperproblem).
Die Symmetrie im solaren Schwerefeld, in dem sich die Erde bewegt, wird vor allem durch die Existenz des Mondes und der anderen Planeten „gestört“. Die größte Wirkung hat der Erdmond, aber auch die (relativ nahe) Venus und der Riesenplanet Jupiter. Außerdem weichen alle rotierenden Himmelskörper von der idealen Kugelgestalt ab (Abplattung der Erde 0,3 %, des Jupiters 15 %), wodurch sie ihr eigenes Schwerefeld verformen.
Kleinere Einflüsse kommen von den unterschiedlichen Rotationsachsen der Planeten, von etwas unregelmäßiger Massenverteilung in ihrem Innern (als Zentralkörper ihrer Monde), von gegenseitigen Wechselwirkungen Planet-Mond, von leichter Bremsung durch interplanetare Materie, vom Lichtdruck der Sonne, der allmählichen Abnahme der Sonnenmasse und von durch die allgemeinen Relativitätstheorie erklärbaren Einflüssen.
Hingegen verlangsamt sich die Erdrotation durch die vom Mond hervorgerufenen Gezeiten. Bremsend wirken sie aber nur unter Flachmeeren, insbesondere der Beringsee.

## Säkulare Trends im Erde-Mond-System
Im Erde-Mond-System sind säkulare Trends der Art (1) und (2) für Astronomen und Geowissenschaftler besonders wichtig – und machen sich durch präzise Beobachtungen auch relativ rasch bemerkbar – weil
- die Erdrotation der natürliche Zeitgeber für alle Naturwissenschaften ist und auch die Erdfigur entscheidend beeinflusst,
- die Lage des Erdäquators zusammen mit der Erdbahnebene (Ekliptik) das wichtigste astronomische Koordinatensystem definiert,
- die Ekliptik ihrerseits das Bezugsystem für alle Planetenbahnen darstellt.

Zusätzlich hat die Bewegung der Erde auch Einfluss auf die Mondbahn und umgekehrt.

### Präzession der Erdachse
Das wichtigste säkulare Phänomen der Erde ist ihre Präzession, eine regelmäßige Richtungsänderung der Erdachse, die in rund 26.000 Jahren einen Kegelmantel mit einem Öffnungswinkel von derzeit 23,5° beschreibt. Die Präzession macht sich als laufende, monotone Änderung der Knotenlinie (Schnittgerade der Ebenen von Erdäquator und Erdbahn) bemerkbar, die als Koordinatenachse der Himmelskoordinaten dient. Dadurch verschieben sich z. B. alle Sternörter parallel zur Ekliptik um etwa 50″ (0,014°) pro Jahr (siehe Epoche (Astronomie)).

### Änderung der Ekliptikschiefe und der Apsidenlinie
Der Öffnungswinkel des o. a. Kegels ändert sich langsam, was sich als Änderung der Ekliptikschiefe äußert. Im Zeitrahmen von Jahrtausenden wirkt sie zwar säkular, ist aber großteils eine langperiodische Änderung von etwa 41.000 Jahren.
Auch die Lage der Bahnellipse in der Erdbahnebene ändert sich säkular (bzw. sehr langperiodisch wie die Ekliptikschiefe). Dies zeigt sich in der Drehung der Apsiden-Linie (Gerade zwischen sonnennächstem und sonnenfernsten Punkt der Erdbahn).
Beide Effekte zusammen waren vermutlich die Auslöser der Eiszeiten in den letzten Millionen Jahren.

### Mondbahn
Durch die Erdabplattung (21 km auf 6370 km) ändert sich die Lage der Mondbahn und ihre Knotenlinie im Raum um etwa 20° bzw. 40° pro Jahr. Was kurzfristig als monoton erscheint, ist im Blickwinkel von Jahrzehnten bis Jahrhunderten aber periodisch. Die bekanntesten dieser Perioden sind der Saros-Zyklus (18,03 Jahre) und die knapp 19-jährige Nutationsperiode. Auch die Bahnneigung des Mondes ist etwas veränderlich.
Dazu kommen langsame Driften einiger Parameter, die bei den Bahnachsen und der Umlaufzeit (Monatslänge) bereits messtechnisch nachweisbar sind. Die Verlangsamung der Erdrotation hat nämlich eine kleine Rückwirkung auf den Radius der Mondbahn, der jährlich um etwa 4 cm zunimmt.
Bei künstlichen Erdsatelliten sind diese Auswirkungen der Erdabplattung wesentlich stärker und können bei niedrigen Umlaufbahnen bis zu 20° pro Tag betragen.

## Planetare Einflüsse
Die oben genannten Variationen werden hauptsächlich von Asymmetrien im Erde-Mond-System verursacht. Es gibt jedoch auch Einflüsse der anderen Planeten, die heute trotz ihrer Kleinheit nachzuweisen sind:

### Exzentrizität der Erdbahn
Die Bahnellipse der Erde variiert im Laufe vieler Jahrtausende von fast kreisförmig (Exzentrizität {\displaystyle e=0{,}005}) bis leicht elliptisch ({\displaystyle e=0{,}058}). Einer sehr langfristigen Änderung von {\displaystyle 0{,}028\pm 0{,}012} überlagern sich einige Perioden von etwa 100.000 Jahren (siehe Milanković-Zyklen), für die hauptsächlich die Riesenplaneten Jupiter und Saturn verantwortlich sind.
Derzeit gilt {\displaystyle e=0{,}017} und damit eine jahreszeitliche Variation der Sonneneinstrahlung von {\displaystyle \pm 3{,}4\,\%}. In der Erdgeschichte konnten diese Einflüsse bis auf 20 % ansteigen, was durch ungleiche Strahlungsverteilung zwischen den Klimazonen und der Dauer der Jahreszeiten ebenfalls zum Aufschaukeln einiger Eiszeiten beitrug.

### Planetare Präzession
Der Großteil der im Erde-Mond-System wirksamen Präzession der Erdachse wird von der Gravitationswirkung von Mond (2 Drittel) und Sonne (1 Drittel) auf die nicht kugelförmige Erdfigur verursacht und deshalb Lunisolarpräzession genannt. Ein kleiner Anteil (einige 0,1″ von rund 50″) stammt jedoch von den anderen Planeten, wobei sich zahlreiche Perioden zu einem Mittelwert überlagern.